# Zigano, der Brigant vom Monte Diavolo
Zigano, der Brigant von Monte Diavolo ist ein deutsch-französischer Abenteuerstummfilm von und mit Harry Piel aus dem Jahre 1925.

## Handlung
Europa, zur Zeit Napoleon Bonapartes.
Wie viele seiner Regentenkollegen plant auch der italienische Herzog Lodowico, dem Ruf des Korsenkaisers zu folgen und sich ihm mit seinen Truppen anzuschließen. Während seiner Abwesenheit soll Francesco Ganossa als sein Statthalter fungieren. Lodowico nimmt Abschied von seiner Geliebten Beatrice, einem einfachen Mädchen aus dem Volke. Wenn er zurückkehrt, so verspricht der Herrscher, will er sie zu seiner rechtmäßigen Frau machen. Um seine Verlobung zugleich zu einem Treueschwur zu machen, überreicht er seiner Herzdame einen Ring.
Während der Herzog auf dem Schlachtfeld Ruhm und Ehre zu erlangen sucht, beginnt sich daheim Ganossa als Despot und Tyrann zu gerieren. Sein Machtwille, sein Ehrgeiz und seine Gier kennen keine Grenzen. Erpressung, Mord und Raubzüge werden zu alltäglichen Erscheinungen im Herrschaftsbereich Ganossas. Seine Soldaten plündern und töten wie es ihnen gefällt. Doch all das reicht ihm nicht; Ganossa hat es auch auf Lodowicos Verlobte Beatrice abgesehen und will sie ehelichen, noch ehe der wahre Herrscher zurückkehrt. In Teresa, der früheren Geliebten des Herzogs, findet er ein williges Werkzeug bei der Umsetzung seiner Absichten.
Der junge Benito ist Student der Wissenschaften und mit moralischen Prinzipien erzogen worden. Er folgt einem Ruf seines Onkels, der als Prälat am herzoglichen Hofe eine wichtige Stellung eingenommen hat. Fassungslos muss Benito mit ansehen, wie unter Ganossa am Hofe die Sitten verroht sind. Der Statthalter hat durch seinen ihm blind ergebenen Lakaien Matteo den treu zum Herzog stehenden, alten Polizeipräfekten kurzerhand ermorden lassen. Benito ist über die Diskrepanz der Welt, die er aus seinen wissenschaftlichen Schriften kennt und die der brutalen Realität, entsetzt. Sein Leben ändert sich mit einem Schlag, als er während einer Landpartie bei einem Bauern rastet. Plötzlich steht er dem gesuchten Briganten Zigano gegenüber, einem Banditenanführer in ganz großem Stil.
Gehetzt von den Schergen Ganossas, hat dieser sich zu einem italienischen Robin Hood gemausert, der die Reichen ausnimmt und die Armen beschützt. Als ein Ganossa-Büttel Zigano von hinten erschießen will, greift Benito beherzt ein und schlägt dem feigen Kerl die Pistole aus der Hand. Die Übermacht der Soldaten ist jedoch zu groß, und Zigano wird von einer Kugel getroffen. Ehe man der Übermacht erliegt, reiten Ziganos Männer heran und schlagen die Ganossa-Leute in die Flucht. Der sterbende Zigano verweist auf Benito und sagt seinen Leuten, dass er der neue Anführer der Brigantentruppe sein soll. Obwohl einer seiner Soldaten ihm mitgeteilt hat, dass Zigano tot sei, muss Ganossa doch in der Folgezeit von einer Heldentat nach der anderen Ziganos hören. Der neue Zigano besitzt sogar die Dreistigkeit und dringt bis in die Gemächer von Beatrice vor, um ihr den herzoglichen Verlobungsring zu entwenden. Ganossa lässt daraufhin eine Belohnung von 1000 Unzen auf den Kopf Ziganos aussetzen.
Niemand außer Matteo weiß jedoch, dass dieses Schurkenstück von Ganossa selbst, in Zigano-typischer Maskerade (schwarzer Umhang, schwarze Gesichtsmaske und schwarzer Hut), ausgeführt wurde, um damit Beatrice unter Druck zu setzen und sie der mutmaßlichen Untreue gegenüber ihrem Herrscher zu zeihen. Im Auftrag Ganossas soll Matteo nun sogar die Beute vermehren und überfällt ein Nonnenkloster. Als er die geplünderten Schätze auf Ganossas Schloss bringen will, wird er jedoch von dem neuen Zigano gestoppt und muss seine Wertgegenstände den Briganten überlassen. Währenddessen glauben Beatrice und ihre treue Freundin Fiametta noch immer, dass Zigano im Besitz von Beatrices Ring ist. Fiametta sucht Zigano auf und fordert zornig den Ring zurück, worauf dieser antwortet, dass er nichts von einem Ring wisse. Wie kann er ahnen, dass sich das Schmuckstück unter den von Matteo gesammelten Beutegütern befand, die er, Benito / Zigano, dem Ganossa-Büttel abgenommen hatte?
Auf ihrer Heimreise gesellt sich ein junger Mann zu Fiametta. Es ist Benito, den sie noch eben als maskierten Zigano kennengelernt hatte. Sie erkennt ihn logischerweise nicht, seine Stimme erscheint ihr aber wohlvertraut. Mit ihr kehrt er in die Höhle des Löwen zurück, denn einige seiner Leute sind in die Hände des schurkischen Statthalters geraten, und Benito will erfahren, wie es ihnen geht. Inzwischen hat sein Onkel, der Prälat, seine Beziehungen spielen lassen und Benito die seit der Ermordung vakante Stelle des Polizeipräfekten verschafft. Doch es dauert nicht lange, da werden Ganossa und Matteo misstrauisch. Währenddessen hat Benito Beatrice wissen lassen, dass er ihr helfen will, den geraubten Verlobungsring wiederzubeschaffen. Durch einen Zufall erfährt Zigano die wahren Hintergründe über den Ringraub. Er weiß jetzt, dass der Ring wider Erwarten in seinem Besitz sein muss und verspricht Beatrice, ihn ihr zurückzugeben. Doch Ganossa hat Benito-Zigano eine Falle gestellt. Nur durch einen tollkühnen Fluchtversuch kann er dessen Schergen entkommen und ins Hauptquartier seiner Männer zurückkehren. Allerdings ist jetzt auch seine Tarnung aufgeflogen. In den von Matteo erbeuteten Schätzen sucht und findet Benito besagten Ring. Doch seine Brigantenfreunde beginnen zu murren und sich gegen ihren neuen Anführer aufzulehnen, weil sie endlich ihren Anteil der Beute haben wollen. Bei einer anschließenden Meuterei wird Benito niedergeschlagen und in einer Höhle zurückgelassen. Der Zugang zur Höhle wird mit einem Felsblock verschlossen.
Es braucht einige Zeit bis Benito sich aus der Höhle wieder heraussprengen kann. In rasender Geschwindigkeit reitet er zurück in die Stadt. Vor den Toren trifft er auf die von den Feldzügen heimkehrenden Soldaten des Herzogs. Er mengt sich unter sie und kann so unerkannt das Stadttor passieren. Der Thronsaal wurde für den heimkehrenden Herzog aufgeputzt, und Benito kann auf diese Art mit den herzoglichen Männern auch in das Schloss gelangen. Dort versucht er, zu Beatrice zu gelangen. Als er ihr Gemach betritt, steht plötzlich der Erzschurke Ganossa vor ihm. Es kommt zum Degenduell auf Leben und Tod. Als Zigano / Benito dem ruchlosen Schurken die Klinge an den Hals hält, betritt der Herzog das Gemach. Rasch kann Beatrice aufklären, dass der vermeintliche Schurke der Gute, und der vermeintliche Gute der Schurke ist.
Am nächsten Morgen läuten die Glocken der Stadt. Der Herzog empfängt die Abgesandten der Stände und lässt sich von ihnen huldigen. Durch das Stadttor marschieren die Briganten, ausnahmsweise einmal blitzblank gekleidet, angeführt von Benito alias Zigano, mit gezücktem Degen. Vor seinem Herzog salutiert der rehabilitierte Brigantenführer und lässt von seinen Männern eine Truhe mit Schätzen hereinbringen. Auch die einst vom echten Zigano geraubten Gegenstände können jetzt den wahren Besitzern zurückgegeben werden. Während Lodowicos und Beatrices Hochzeit jetzt nichts mehr im Wege steht, finden auch Fiametta und Benito zueinander.

## Produktionsnotizen
Zigano, der Brigant vom Monte Diavolo entstand im Frühling 1925 in Italien. Es ist der seltene Fall einer deutsch-französischen Koproduktion nur wenige Jahre nach Ende des Ersten Weltkriegs. Die Uraufführung war am 27. Juli 1925 im Mozartsaal in Berlin.
Ungewöhnlich angesichts seines bisherigen Karriereverlaufs, orientierte sich Piel mit Zigano, der Brigant vom Monte Diavolo stark an den jüngsten Kostümfilm-Erfolgen des Hollywood-Draufgängers Douglas Fairbanks. So weist der achtaktige Film zahlreiche Elemente von Das Zeichen des Zorro, Die drei Musketiere und Robin Hood auf. Mit rund zwei Stunden Spieldauer ist er überdies für seine Entstehungszeit ungewöhnlich lang geraten. Zigano sollte Piels einziger Ausflug in das Kostümfilm-Genre bleiben.
Die Filmbauten entwarf Gustav A. Knauer, die Aufnahmeleitung hatte Edmund Heuberger.

## Rezeption
In der Neuen Freien Presse ist in der Ausgabe vom 8. September 1925 folgendes zu lesen: „Wenn Harry Piel, der Regisseur, sich mit Harry Piel, dem Darsteller zusammentut, so bedeutet das erfahrungsgemäß immer einen Erfolg. (…) Guter Kerl, Charmeur, Teufel und Kavalier, Fassadenkletterer, Kunstreiter, Fechter par excellence und Sieger über Frauenherzen, das ist Beato, der Fromme, alias Zigano, alias der Polizeichef von Canossa. Richtiger noch: all das ist Harry Piel mit einer Bravour, die ihresgleichen sucht und mit einem köstlich-liebenswürdigen naturburschenhaften Humor. Dieser Humor sorgt dafür, daß die Großartigkeit seiner Helden nie unerträglich, das Ueberspitzte einer Situation nie albern wird. Harry Piels neuestes Opus nennt sich ein Schauspiel, wirkt aber trotz all der darin angehäuften Gefahren, Gewalttaten und Gruseligkeiten so heiter und erfrischend wie ein Lustspiel.“
Trotz seines historischen Rahmens besitzt dieser Film alle Ingredienzien einer typischen Harry-Piel-Inszenierung. Oskar Kalbus schrieb über das Erfolgsrezept des Schauspielers, Regisseur und Produzenten: „Harry Piel, der ‚europäische Douglas Fairbanks‘, befreit vor allen Dingen seine Sensationen von allem Krampfhaften und läßt sie stets als Inhalt und Höhepunkt einer spannenden Handlung erscheinen. Von einem Piel-Film verlangt der Zuschauer die bildgewordene Abenteuergeschichte, die sich auch in seiner eigenen Umgebung ereignen könnte und deren äußere Verlauf er mit der Erfahrung seines eigenen Gehirns mitkontrollieren kann.“
In einer Ausgabe des Film-Kuriers war 1925 zu lesen: „Virtuose Bilder: Die Gefechte mit den entfesselten Degen. Blitzende Hiebe, ein Gewirr von elastischen Kräften, feurig und gefährlich“.
Paimann’s Filmlisten resümierte: „Das, im Kostüm gearbeitete, Sujet ist opernmäßig orientiert, nichtsdestoweniger aber ansprechend, spannend und unterhaltend, die Darstellung mit wenigen Ausnahmen gut, die Aufmachung sauber, die Photos zufriedenstellend. Zusammenfassend genommen: ein qualitativ stark über dem Durchschnitt stehendes Bild.“